# Négyszögű pajzs
A négyszögű pajzs négyzet, esetleg állított vagy fektetett téglalap alakú pajzsforma az élő heraldika korából. Ez a négyzet alakú zászlók, a bandériumok ábrázolásával jött létre a pecséteken.

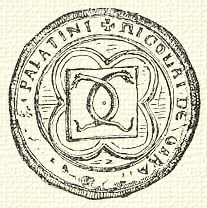
Garai Miklós pecsétje, 1401

Névváltozatok: Négyszögletû paizs (Bárczay 47.)

la: scutum quadratum, fr: écu en bannière, de: Bannerschild

Rövidítések

A 13. század végén és a 14. században volt divatos a zászlósúri méltóság jelzésére, elsősorban Franciaországban. Magyarországon megtalálható Garai Miklós 1401. évi pecsétjén és a neki VI. Károly francia király által 1415-ben (tulajdonképpen 1416-ban) adományozott címeren is.